# Aaron Russo
Aaron Russo, född 14 februari 1943 i Brooklyn, New York, död 24 augusti 2007 i Los Angeles, Kalifornien, var en amerikansk filmproducent och senare libertariansk politisk aktivist. 
Russo hade ett förhållande med Bette Midler 1972-1979 och var även hennes manager under denna tid. År 1979 producerade han The Rose som blev Midlers genombrottsfilm.

## Filmografi (urval)
- 2006 – America: Freedom to Fascism (regi, manus och produktion)
- 1991 – Missing Pieces (produktion)
- 1989 – Rude Awakening (regi och produktion)
- 1983 – Ombytta roller (produktion)
- 1979 – The Rose (produktion)